# Diffusività atmosferica
La diffusività atmosferica è la diffusività massica dell'atmosfera che permette ad esempio di valutare la capacità di dispersione delle sostanze inquinanti accumulate nei bassi strati: è influenzata dall'interazione di 3 fattori: l'intensità del vento, la turbolenza atmosferica e l'orografia del territorio preso in esame.
Grazie alla sua analisi è stato possibile spiegare come, in alcune aree prive di impianti industriali, si possano registrare valori di inquinanti nell'aria maggiori rispetto a vicine città maggiormente industrializzate.